# Beata Tyszkiewicz
Beata Maria Helena Tyszkiewicz (14. august 1938) er en polsk skuespillerinde. I Danmark er hun kendt for Sexmissionen.